# Kneidleh

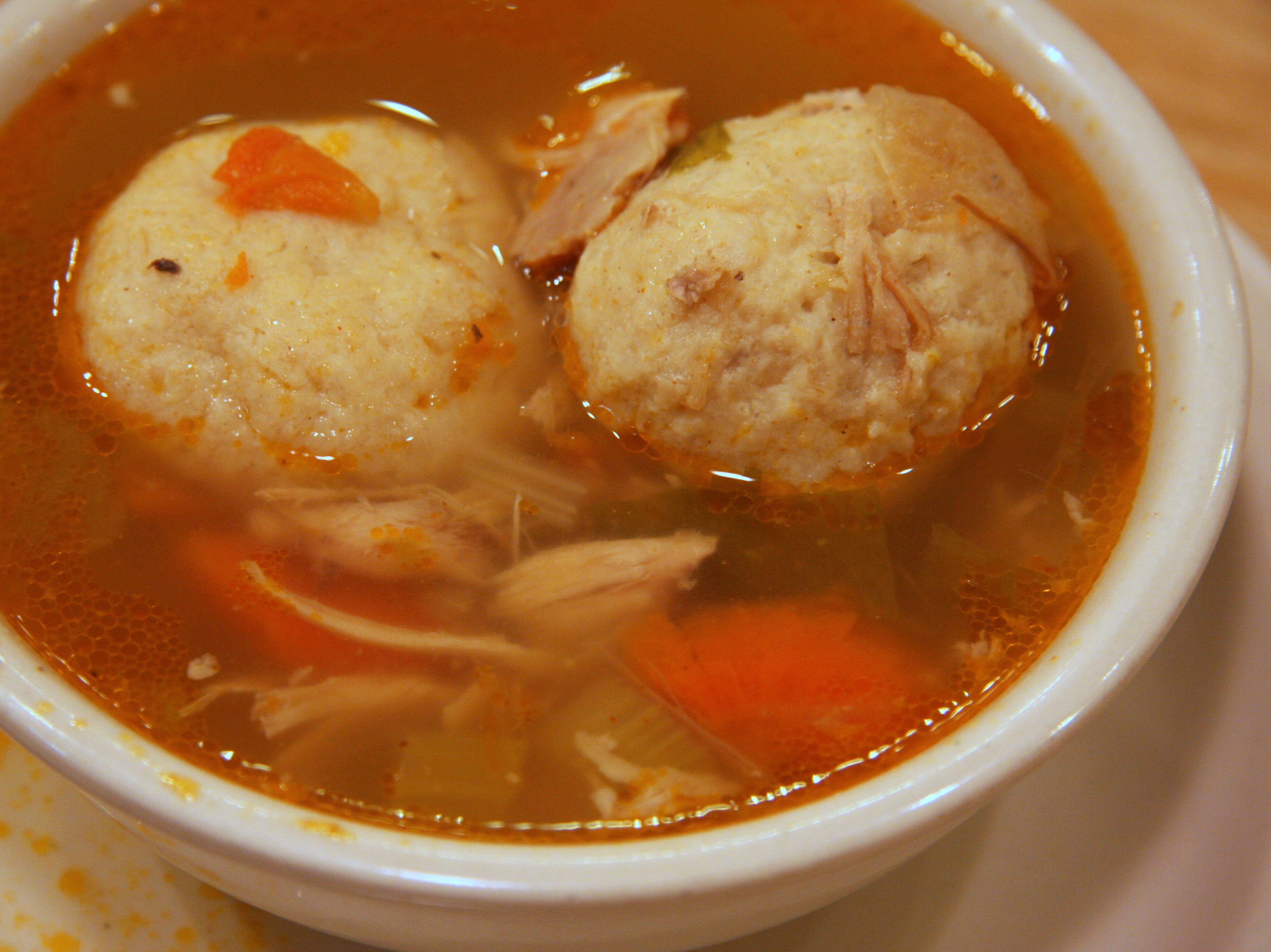
Les boules de matzo.

Les kneidleh ou kneidlach (yiddish: קניידלעך kneydlekh pluriel, singulier קניידל kneydl; avec de nombreuses autres translittérations; judéo-alsacien: Matzeknèpfle, "boutons de matza"), aussi appelés en anglais matzo balls sont des boulettes de semoule de pain azyme mélangée à des œufs battus, de l'eau et de la graisse, telle que l'huile, la margarine, ou de la graisse de poulet, et parfois farcies de foies de volaille. C'est un élément classique de cuisine ashkénaze. Elles sont traditionnellement servies dans le bouillon de poule et sont un aliment de base lors de la fête juive de Pâques (Pessa'h).
La texture des boules de matsa peut être légère ou dense, selon la recette. Des boules de matsa préparées à partir de certaines recettes flottent dans la soupe; d'autres coulent.